# 本多広孝
本多 広孝（ほんだ ひろたか）は、戦国時代から安土桃山時代にかけての武将。徳川氏の家臣。

## 生涯
- 以下は、『藩翰譜』の本多広孝の項による[2]。

### 生い立ち
大永8年（1528年）、三河国碧海郡土居郷（岡崎市土井町）において領主・本多信重の嫡子として誕生。先祖は曾祖父の本多秀清の時に安城松平家の松平長親に臣従し松平宗家（徳川家）の三河譜代の家となる。広孝の幼児期の享禄2年（1529年）8月23日、父・信重は主君・松平清康の東三河遠征に従軍し御油縄手（豊川市御油町）の戦いに23歳にして戦死。
遺児となった彦三郎（広孝）は、森山崩れでの清康横死以後の松平宗家の混乱・危機の時期も忠節を続け、松平宗家8代広忠より偏諱を受けて広孝と名乗る。

### 今川支配下の主家・松平宗家を支える
天文18年（1549年）、これより先田原戸田氏の陰謀により尾張の織田氏に拘束されていた松平竹千代（後の徳川家康）を奪還するために、織田方にあった安祥城を今川軍の先鋒衆の最前で戦って奪い返し城将・織田信広を捕らえた。結果として、信広と竹千代との人質交換の実現に寄与した。その後も主君・松平広忠夭折により今川家に従属を余儀なくされた松平氏の先鋒を率いて織田氏との数多の戦に功績を積み、その一方で今川義元に駿府で人質として留め置かれている松平竹千代の岡崎帰城を頻りに嘆願したが、義元の在世中にその望みが受け入れられることはなかった。

### 岡崎帰城後の徳川家康を支える
永禄3年（1560年）5月の今川義元の戦死後、松平元康（家康）が岡崎に帰城すると、広孝は領国回復の戦いに忠節を尽くした。とりわけ、永禄4年（1561年）の東条吉良氏との戦い、いわゆる藤波畷の戦いには劣勢となり多くの死傷者を出した松平勢を支えて奮戦、吉良義昭の家老であった富永忠元を討ち取り形勢を逆転、吉良氏を降伏に追い込み一躍勇名を馳せた。家康はその功を讃え、富永伴五郎の所領の室（むろ、西尾市室町）を広孝に与えた。
永禄6年（1563年）の三河一向一揆の争乱では広孝は嫡子・康重を忠節の証として家康に差し出し、自らは土居の城館を拠点に、土呂・針崎の一向宗に抗戦、またこの時再び敵対した吉良義昭の東条城を攻めた。

### 城持ちとなる
永禄7年（1564年）夏には家康の東三河進攻に従い、田原領梶（加治）の郷（田原市加治）に砦を構築して今川勢と戦い、ついには今川軍の籠もる田原城（愛知県田原市）を陥落させた。
家康はその恩賞に田原城を与え、その属領七千余貫の地を預けたとされる。これは同年6月22日に家康の判物で吉田城（豊橋市）を与えられた酒井忠次と並び、徳川家譜代家臣の城持ち衆として先駆け的存在（嚆矢は永禄4年に西尾城主となった酒井正親）となる。また、酒井忠次が実際に吉田城を手中に収めたのは永禄8年（1565年）3月となったため、広孝の田原入城はそれよりも早い可能性が有るが、前掲家康判物で酒井忠次は「東三河の儀を申し付け」られており、広孝は徳川軍の東三河旗頭である忠次の指揮下に入っていたと推定される。広孝は以後天正18年（1590年）の徳川家の関東入りまで田原城主を務めた。

### 武田氏と戦う
元亀3年（1572年）武田信玄との三方ヶ原の戦いでは浜松城より取って返し、武田軍の追撃を防いで味方の敗走を助ける。同4年（1573年）7月には甲斐武田氏に属していた東三河の奥平貞能・貞昌父子に徳川氏への帰属を呼びかけ保護する。翌月、天正元年と改元された8月（1573年）、奥平氏に加勢して武田軍と戦い、奥平所領から武田軍を駆逐。岡崎城へ武田軍が迫る危険性を軽減した。天正3年5月（1575年）には、長篠の戦いに参戦。本隊とは別働で、武田信実らが守備する鳶の巣山砦を酒井忠次達と共に攻めて、徳川方勝利に貢献した。
天正5年（1577年）冬、嫡子・康重に家督を譲る。

### 関東入り・嫡子は譜代大名に列す
天正10年（1582年）秋、広孝・康重父子は大久保忠世と共に甲州征伐に参加。同11年（1583年）、従五位下・右兵衛佐に叙位・任官（しかし、家康はその後も広孝を豊後守と呼んだと云う）。
同12年（1584年）、長久手の合戦に広孝は小幡城（名古屋市守山区）を守備。天正18年（1590年）8月の徳川家康の関東入部に伴い、子・康重は上野国白井城主2万石に封ぜられると広孝も白井城に移る。
慶長元年（1597年）12月27日死去。享年70。

## 本多広孝の兵力（田原城主時代）
- 土井衆‐30騎（出身の地、三河国土居（土井）以来の広孝の同心衆）
- 吉良衆‐26騎（永禄4年東条吉良氏を降して、付属された故・富永忠元の同心衆）
- 田原衆‐54騎（永禄7年の田原城陥落の際に臣従した衆）
- その他‐5騎

　　　　合計115騎（雑兵等をいれて総兵力は500名前後と推定される）

## 系譜
- 父：本多信重（のぶしげ、彦三郎・豊後守）
- 母：不詳
- 正室：松平義春の娘
  - 嫡男：本多康重（やすしげ、彦二郎・豊後守・従五位下）
- 生母不明の子女
  - 男子：本多重純
  - 女子：松平康直室